# Municipio de Hartford (Míchigan)
El municipio de Hartford (en inglés: Hartford Township) es un municipio ubicado en el condado de Van Buren en el estado estadounidense de Míchigan. En el año 2010 tenía una población de 3274 habitantes y una densidad poblacional de 37,31 personas por km².

## Geografía
El municipio de Hartford se encuentra ubicado en las coordenadas 42°10′6″N 86°10′54″O / 42.16833, -86.18167. Según la Oficina del Censo de los Estados Unidos, el municipio tiene una superficie total de 87.76 km², de la cual 86,42 km² corresponden a tierra firme y (1,52 %) 1,34 km² es agua.

## Demografía
Según el censo de 2010, había 3274 personas residiendo en el municipio de Hartford. La densidad de población era de 37,31 hab./km². De los 3274 habitantes, el municipio de Hartford estaba compuesto por el 82,28 % blancos, el 1,07 % eran afroamericanos, el 1,41 % eran amerindios, el 0,12 % eran asiáticos, el 11,58 % eran de otras razas y el 3,54 % eran de una mezcla de razas. Del total de la población el 22,21 % eran hispanos o latinos de cualquier raza.